# Mistrzostwa Świata w Short Tracku 1996
21. Mistrzostwa Świata w Short Tracku odbyły się w Holandii, w Hadze, w dniach 1–3 marca 1996 roku. Rozegrano 10 konkurencji: 500 m, 1000 m, 1500 m, 3000 m kobiet i mężczyzn oraz sztafetę 3000 m kobiet i 5000 m mężczyzn. Medale przyznano w wieloboju i sztafetach. W klasyfikacji medalowej najlepsi byli Włosi.

## Klasyfikacja medalowa
| Lp. | Kraj              | Złoto | Srebro | Brąz | Razem |
| 1.  | Włochy            | 2     | 0      | 2    | 4     |
| 2.  | Korea Południowa  | 1     | 2      | 1    | 4     |
| 3.  | Kanada            | 1     | 1      | 1    | 3     |
| 4.  | Chiny             | 0     | 1      | 1    | 2     |
| 5.  | Stany Zjednoczone | 0     | 0      | 1    | 1     |

## Medaliści
| Konkurencja | Złoto                                                                          | Srebro                                                                                       | Brąz                                                                                          |
| Mężczyźni   |                                                                                |                                                                                              |                                                                                               |
| Wielobój    | Marc Gagnon                                                                    | Chae Ji-hoon                                                                                 | Orazio Fagone Li Jiajun Mirko Vuillermin                                                      |
| Sztafeta    | Włochy Orazio Fagone · Maurizio Carnino · Mirko Vuillermin · Michele Antonioli | Kanada Frédéric Blackburn · Bryce Holbech · Derrick Campbell · Marc Gagnon · François Drolet | Korea Południowa Lee Sang-yong · Chae Ji-hoon · Kim Dong-sung · Kim Sun-tae                   |
| Kobiety     |                                                                                |                                                                                              |                                                                                               |
| Wielobój    | Chun Lee-kyung                                                                 | Won Hye-kyung                                                                                | Isabella Charest                                                                              |
| Sztafeta    | Włochy Marinella Canclini · Katia Colturi · Mara Urbani · Barbara Baldissera   | Chiny Yang Yang (S) · Wang Chunlu · Yang Yang (A) · Sun Dandan                               | Stany Zjednoczone Amy Peterson · Erin Porter · Julie Goskowicz · Erin Gleason · Karen Cashman |

## Wyniki
| Konkurencja | 1.                 | 2.               | 3.                 |
| Mężczyźni   |                    |                  |                    |
| 500 metrów  | Orazio Fagone      | Mirko Vuillermin | Frédéric Blackburn |
| 1000 metrów | Li Jiajun          | Marc Gagnon      | Chae Ji-hoon       |
| 1500 metrów | Marc Gagnon        | Nicky Gooch      | Chae Ji-hoon       |
| 3000 metrów | Chae Ji-hoon       | Marc Gagnon      | Mirko Vuillermin   |
| Kobiety     |                    |                  |                    |
| 500 metrów  | Isabelle Charest   | Annie Perrault   | Marinella Canclini |
| 1000 metrów | Marinella Canclini | Chun Lee-kyung   | Isabelle Charest   |
| 1500 metrów | Chun Lee-kyung     | Won Hye-kyung    | Sun Dandan         |
| 3000 metrów | Won Hye-kyung      | Chun Lee-kyung   | Sun Dandan         |